# Phoebe tinga
Phoebe tinga là một loài bọ cánh cứng trong họ Cerambycidae.